# Polskie Towarzystwo Leśne
Polskie Towarzystwo Leśne (PTL) – organizacja specjalistyczna stworzona w celu inicjowania i wspierania rozwoju nauk z zakresu leśnictwa i drzewnictwa, propagowania dorobku naukowego z zakresu leśnictwa w społeczeństwie, współdziałanie we wdrażaniu osiągnięć nauki do praktyki oraz współpraca z podobnymi organizacjami za granicą. PTL było współzałożycielem (w 1948 r.) i następnie przez wiele lat członkiem IUCN (Międzynarodowej Unii Ochrony Przyrody).

## Historia
Za początek Towarzystwa uważa się I Walny Zjazd Galicyjskiego Towarzystwa Leśnego, który odbył się we Lwowie w roku 1882. Obecną nazwę przyjęto w 1925 roku. W okresie międzywojennym Polskie Towarzystwo Leśne przyczyniło się do rozwoju leśnictwa w niepodległym kraju.
Po przerwie w czasie II wojny światowej towarzystwo wznowiło działalność w 1946 r.

## Działalność
Celem działania Towarzystwa jest:
- ochrona dobra narodowego, jakim jest środowisko naturalne, krajobraz i lasy,
- rozwój nauk leśnych i pokrewnych, krzewienie ich dorobku oraz współdziałanie we wdrażaniu ich osiągnięć do praktyki,
- propagowanie modelu wielofunkcyjnej i zrównoważonej gospodarki leśnej,
- edukacja ekologiczna i leśna społeczeństwa,
- upowszechnienie tradycji i kultury leśnej,
- działanie na rzecz integracji i współpracy międzynarodowej w zakresie leśnictwa oraz nauk leśnych i pokrewnych – rozwijanie w tym zakresie kontaktów i wymiany doświadczeń,
- reprezentowanie środowiska leśników w społeczeństwie,
- reprezentowanie interesów zbiorowych swych członków wobec organów władzy publicznej.

Towarzystwo osiąga swoje cele poprzez następujące działania:
- organizowanie przedsięwzięć popularyzujących wiedzę o lasach, leśnictwie oraz naukach leśnych i pokrewnych,
- inicjowanie i realizację prac naukowych
- redagowanie i wydawanie będącego organem Towarzystwa czasopisma naukowego „Sylwan”,
- organizowanie szkoleń, sesji i konferencji naukowych,
- współpracę z organizacjami i instytucjami naukowymi w kraju i zagranicą,
- sporządzanie opinii i ekspertyz,
- prowadzenie biblioteki, archiwów i innych niezbędnych urządzeń,
- pozyskiwanie środków finansowych na realizację zadań statutowych.

W okresie 1946–2019 PTL wydało 46 publikacji książkowych, 19 publikacji techniką małej poligrafii. Ponadto wydano 84 szt. materiałów z sympozjów, sesji naukowych, konferencji organizowanych przez towarzystwo w latach 1963–2019.
Towarzystwo przyznaje od 2007 r. medal Pro Bono Silvae; każdego roku honorowana jest jedna osoba lub instytucja szczególnie zasłużona dla rozwoju leśnictwa.
W ramach towarzystwa funkcjonuje Zarząd Główny i dziewiętnaście oddziałów terenowych. Towarzystwo liczy ponad 5500 członków.